# سارا مک‌ترنان
سارا مک‌ترنان (به انگلیسی: Sarah McTernan) (زاده ۱۱ مارس ۱۹۹۴) خواننده ایرلندی است.
او در مسابقه آواز یوروویژن ۲۰۱۹ نماینده ایرلند بود.